# يومي لامبرت
لورا يومي لامبرت (مواليد 11 أبريل 1995) معروفة مهنيا باسم يومي لامبرت، عارضة أزياء بلجيكية .

## نشأتها
ولدت يومي لامبرت في 11 أبريل عام 1995 في بروكسل، بلجيكا، و ملامحها الآسيوية المميزة تعود لجدتها اليابانية، لها شقيق يدعى ماكسين
المسيرة المهنية بدأت في الخامسة عشر من عمرها زارت يومي لامبرت وكالة دومينيك موديلز في بروكسل ووقعت عقدًا معها. في سبتمبر 2012، شاركت لامبرت في عروض أزياء ربيع/صيف 2013 لستة عشر مصممًا، منهم برادا وشانيل وميو ميو. وشاركت في حملة شانيل الإعلانية لربيع/صيف 2013، وشاركت في عرض أزياء ما قبل خريف 2013 في ديسمبر.

## روابط خارجية
- يومي لامبرت على موقع IMDb (الإنجليزية)
- يومي لامبرت على موقع دليل عارضات الأزياء (الإنجليزية)